# Monomma glabrum glabrum
Monomma glabrum glabrum es una subespecie de coleóptero de la familia Monommatidae.

## Distribución geográfica
Habita en Madagascar.